# 파블로 마티아스 곤살레스 마시엘
파블로 마티아스 곤살레스 마시엘(스페인어: Pablo Matías González Maciel, 1996년 9월 13일~)은 우루과이의 축구 선수이다.

## 참고 문헌
- “파블로 마티아스 곤살레스 마시엘”. 《트랜스퍼마켓》.
- “파블로 마티아스 곤살레스 마시엘”. 《김포 FC》. 김포에프씨.